# 岘塬镇
岘塬镇，是中华人民共和国甘肃省临夏回族自治州永靖县下辖的一个乡镇级行政单位。

## 行政区划
岘塬镇下辖以下地区：
岘塬村、刘家村、姬川村、光辉村和尤塬村。